# Inge Wucyna
Inge Wucyna (* 1933), Deckname Jutta, ist eine ehemalige deutsche Spionin, Inoffizielle Mitarbeiterin des Ministeriums für Staatssicherheit (MfS) und Angestellte bei der Senatsverwaltung für Finanzen von Berlin.

## Leben
Wucyna arbeitete beim Berliner Finanzsenator und war Leiterin der Verbindungsstelle des Finanzsenators zum Bund. Das MfS führte sie als Objektquelle mit dem Decknamen Jutta und der Registriernummer XV/1815/60 der Bezirksverwaltung Berlin Abteilung XV/Leitung geführt. Die Abteilungen XV in den Bezirksverwaltungen des MfS unterstanden fachlich der Hauptverwaltung A (HVA), dem Auslandsgeheimdienst der DDR.
Helmut Müller-Enbergs bezeichnet die Arbeit von Wucyna als „rekordverdächtig“. Sie arbeitete ab Juli 1960 für das MfS und füllte dabei 15 Arbeitsakten mit Berichten, was etwa 4500 Seiten bedeutet. Ihr Instrukteur war „Nikolaus“. Treffs fanden unter anderem in Wien im neutralen Österreich statt. Zu Wucynas Aufklärungsauftrag zählten neben Wirtschaftspolitik und Finanzfragen auch politische „Hintergründe der Skandale“.
Von 1970 bis 1987 lieferte Wucyna laut SIRA-Datenbank (davor und danach liegen keine Daten vor) 83 der 128 Informationen an das MfS, die sich auf den Haushaltsausschuss des Deutschen Bundestages bezogen, ganz überwiegend Ablichtungen der Protokolle der Sitzungen des Ausschusses. Demnach wurde der Haushaltsausschuss maßgeblich von ihr als Quelle der HVA in West-Berlin ausspioniert. Sie beschaffte aber auch andere Dokumente von anderen nicht genannten Ausschüssen des Bundestages und auch des Bundesrates. Weitere 13 der 128 Informationen über den Haushaltsausschuss kamen von Adolf Kanter. Wucyna ist auch in den Rosenholz-Dateien verzeichnet.
1969 lieferte Wucyna einen Bericht über den 79. Rat der Europäischen Wirtschaftsgemeinschaft, in dem es um die Beitrittswünsche von Irland, dem Vereinigten Königreich, Dänemark und Norwegen ging sowie 1973 über den ersten Ministerrat der vergrößerten Europäischen Gemeinschaft.
2002 wurde Wucyna 69-jährig zu einer Bewährungsstrafe verurteilt.